# Cardiff (Nowy Jork)
Cardiff – przysiółek w Stanach Zjednoczonych, w hrabstwie Onondaga stanu Nowy Jork, na południe od Syracuse. Nazwa pochodzi od Cardiff w Walii.
Osada jest znana z fałszywego znaleziska archeologicznego, spreparowanego w 1868 roku i znanego jako "Gigant z Cardiff".